# Contea di Monroe (New York)
La contea di Monroe (in inglese Monroe County) è una contea dell'area nord-occidentale dello Stato di New York negli Stati Uniti. Il capoluogo è Rochester.

## Geografia fisica
La contea si trova nella parte ovest dello Stato e a nord si affaccia sul lago Ontario. Il territorio è prevalentemente pianeggiante. Lungo la costa del lago Ontario si apre la stretta baia di Irondequoit, in cui sfocia l'Irondequoit Creek.
Il principale fiume della contea è il Genesee, che scorrendo verso nord-est riceve l'Honeoye Creek da oriente e il Mad Creek e il Black Creek da occidente. Dopo aver bagnato Rochester, il Genesee piega verso nord per sfociare nel lago Ontario. Ad occidente sfociano nel lago Ontario il Salmon Creek, che sfocia nella baia di Braddock, ed il Sandy Creek. Nell'area centrale scorre il canale Erie.

### Contee confinanti
- Contea di Wayne - est
- Contea di Ontario - sud-est
- Contea di Livingston - sud
- Contea di Genesee - sud-ovest
- Contea di Orleans - ovest

## Storia
I primi abitanti del territorio della contea furono i nativi Seneca, membri della confederazione irochese. Quando furono istituite le Province di New York nel 1683, l'area dell'attuale contea faceva parte della contea di Albany. La contea di Monroe fu istituita nel 1821, congiungendo dei territori che fino ad allora avevano fatto parte delle contee di Genesee e Ontario. La contea fu nominata Monroe in onore di James Monroe, V presidente degli Stati Uniti.
La città di Rochester fu fondata nel primo decennio del XIX secolo e divenne ben presto un importante centro industriale, sfruttando il potenziale idroelettrico del fiume Genesee. Nel 1850 vi fu fondata l'università omonima. Nella contea si trova anche il Rochester Institute of Technology, fondato nel 1829. Nel 1880 George Eastman fondò qui la Eastman Kodak Company.

## Comuni
| - Brighton - town - Brockport - village - Chili - town - Churchville - village - Clarkson - town - East Rochester - town - Fairport - village - Gates - town - Greece - town - Hamlin - town - Henrietta - town - Hilton - village - Honeoye Falls - village - Irondequoit - town | - Mendon - town - Ogden - town - Parma - town - Penfield - town - Perinton - town - Pittsford - town - Riga - town - Rochester (capoluogo) - city - Rush - town - Scottsville - village - Spencerport - village - Sweden - town - Webster - town - Wheatland - town |